# Droga wojewódzka 402
Die Droga wojewódzka 402 (DW 402) ist eine zwei Kilometer lange Droga wojewódzka (Woiwodschaftsstraße) in der polnischen Woiwodschaft Kujawien-Pommern, die Fletnowo mit Wielki Lubień verbindet. Die Strecke liegt im Powiat Świecki.

## Streckenverlauf
Woiwodschaft Kujawien-Pommern, Powiat Świecki
-  Fletnowo (DK 91)
-  Wielki Lubień (DK 207)